# Eredivisie 2023-24
La Eredivisie 2023-24  fue la sexagésima octava edición de la máxima competición futbolística de los Países Bajos.
Un total de 18 equipos participaron en la competición, incluyendo 16 equipos de la temporada anterior y 2 provenientes de la Eerste Divisie 2022-23.

## Relevos
Heracles Almelo, Zwolle (ambos ascendidos después de una ausencia de un año) y Almere City (ascendido por primera vez en su historia a la Eredivisie) fueron ascendidos de la Eerste Divisie. Después de 23 años en la Eredivisie, el Groningen descendió a la Eerste Divisie, junto con el Cambuur Leeuwarden después de 2 años y el Emmen después de 1 año
| Pos. | Descendidos a Eerste Divisie |
| ---- | ---------------------------- |
| 16.º | Emmen                        |
| 17.º | Cambuur Leeuwarden           |
| 18.º | Groningen                    |

| Pos. | Ascendidos de Eerste Divisie |
| ---- | ---------------------------- |
| 1.º  | Heracles Almelo              |
| 2.º  | Zwolle                       |
| 3.º  | Almere City                  |

## Información
| Equipo          | Ciudad     | Entrenador            | Capitán                      | Estadio                    | Capacidad | Proveedor            | Patrocinador             |
| --------------- | ---------- | --------------------- | ---------------------------- | -------------------------- | --------- | -------------------- | ------------------------ |
| Ajax            | Ámsterdam  | John van 't Schip INT | Steven Bergwijn              | Johan Cruyff Arena         | 55 865    | Adidas               | Ziggo                    |
| Almere City     | Almere     | Alex Pastoor          | Danny Post                   | Yanmar Stadion             | 4 501     | Craft of Scandinavia | SenS Online Solutions    |
| AZ              | Alkmaar    | Pascal Jansen         | Bruno Martins Indi           | AFAS Stadion               | 19 478    | Nike                 | Kansino                  |
| Excelsior       | Róterdam   | Marinus Dijkhuizen    | Stijn van Gassel             | Van Donge & De Roo Stadion | 4 500     | Quick                | DSW (verzekeraar)        |
| Feyenoord       | Róterdam   | Arne Slot             | Gernot Trauner               | De Kuip                    | 47 500    | Castore              | EuroParcs                |
| Fortuna Sittard | Sittard    | Danny Buijs           | Ivo Pinto                    | Fortuna Sittard Stadion    | 10 300    | Masita               | Hurkmans Groep           |
| Go Ahead Eagles | Deventer   | René Hake             | Mats Deijl                   | Adelaarshorst Stadion      | 10 000    | Stanno               | Jumper De diersuper      |
| Heerenveen      | Heerenveen | Kees van Wonderen     | Paweł Bochniewicz            | Abe Lenstra Stadion        | 27 224    | Macron               | Ausnutria                |
| Heracles Almelo | Almelo     | John Lammers          | Justin Hoogma                | Polman Stadion             | 12 080    | Acerbis              | Asito                    |
| NEC Nijmegen    | Nimega     | Rogier Meijer         | Lasse Schøne                 | Goffert Stadion            | 12 500    | Legea                | KlokGroep                |
| PSV             | Eindhoven  | Peter Bosz            | Luuk de Jong                 | Philips Stadion            | 36 500    | Puma                 | Metropoolregio Eindhoven |
| RKC Waalwijk    | Waalwijk   | Henk Fraser           | Michiel Kramer               | Mandemakers Stadion        | 7 500     | Stanno               | Willy Naessens           |
| Sparta Róterdam | Róterdam   | Jeroen Rijsdijk       | En:Bart Vriends1Bart Vriends | Sparta Stadion Het Kasteel | 11 000    | Robey                | D&S Groep                |
| Twente          | Enschede   | Joseph Oosting        | Robin Pröpper                | De Grolsch Veste           | 30 205    | Castore              | Pure Energie             |
| Utrecht         | Utrecht    | Ron Jans              | Nick Viergever               | Estadio Galgenwaard        | 23 750    | Castore              | T-Mobile                 |
| Vitesse         | Arnhem     | Edward Sturing INT    | Matúš Bero                   | Gelredome                  | 21 248    | Nike                 | eToro                    |
| Volendam        | Volendam   | Matthias Kohler       | Carel Eiting                 | Kras Stadion               | 7 384     | Robey                | Bet City                 |
| Zwolle          | Zwolle     | Johnny Jansen         | Bram van Polen               | MAC³PARK Stadion           | 13 250    | Craft of Scandinavia | VDK Groep                |

### Cambios de entrenadores
| Equipo          | Entrenador (Jornadas)     | Fecha de vacante         | Tipo de salida                   | Posición en la tabla | Entrenador entrante   | Fecha de nombramiento    |
| --------------- | ------------------------- | ------------------------ | -------------------------------- | -------------------- | --------------------- | ------------------------ |
| Ajax            | John Heitinga             | 30 de junio de 2023      | Fin de interinidad               | Pretemporada         | Maurice Steijn        | 1 de julio de 2023       |
| Fortuna Sittard | Julio Velázquez           | 30 de junio de 2023      | Fin de contrato                  | Pretemporada         | Danny Buijs           | 1 de julio de 2023       |
| PSV             | Fred Rutten               | 30 de junio de 2023      | Fin de interinidad               | Pretemporada         | Peter Bosz            | 1 de julio de 2023       |
| RKC Waalwijk    | Joseph Oosting            | 30 de junio de 2023      | Contratado por Twente            | Pretemporada         | Henk Fraser           | 1 de julio de 2023       |
| Sparta Róterdam | Maurice Steijn            | 30 de junio de 2023      | Contratado por Ajax              | Pretemporada         | Jeroen Rijsdijk       | 1 de julio de 2023       |
| Twente          | Ron Jans                  | 30 de junio de 2023      | Fin de contrato                  | Pretemporada         | Joseph Oosting        | 1 de julio de 2023       |
| Volendam        | Wim Jonk                  | 30 de junio de 2023      | Asumió el rol de gerente técnico | Pretemporada         | Matthias Kohler       | 1 de julio de 2023       |
| Zwolle          | Dick Schreuder            | 30 de junio de 2023      | Contratado por C. D. Castellón   | Pretemporada         | Johnny Jansen         | 1 de julio de 2023       |
| Utrecht         | Michael Silberbauer (1–3) | 29 de agosto de 2023     | Despedido                        | 16.º                 | Rob Penders INT       | 29 de agosto de 2023     |
| Utrecht         | Rob Penders INT (4)       | 11 de septiembre de 2023 | Fin de interinidad               | 16.º                 | Ron Jans              | 11 de septiembre de 2023 |
| Ajax            | Maurice Steijn (1–9)      | 23 de octubre de 2023    | Despedido                        | 17.º                 | Hedwiges Maduro INT   | 23 de octubre de 2023    |
| Ajax            | Hedwiges Maduro INT (10)  | 30 de octubre de 2023    | Fin de interinidad               | 18.º                 | John van 't Schip INT | 30 de octubre de 2023    |
| Vitesse         | Phillip Cocu (1–12)       | 11 de noviembre de 2023  | Renuncia                         | 18.º                 | Edward Sturing INT    | 20 de noviembre de 2023  |

## Localización
| Provincia              | N.º | Equipos                                           |
| ---------------------- | --- | ------------------------------------------------- |
| Overijssel             | 4   | Go Ahead Eagles, Heracles Almelo, Twente y Zwolle |
| Holanda Meridional     | 3   | Excelsior, Feyenoord y Sparta Róterdam            |
| Holanda Septentrional  | 3   | Ajax, AZ y Volendam                               |
| Brabante Septentrional | 2   | PSV y RKC                                         |
| Güeldres               | 2   | NEC Nijmegen y Vitesse                            |
| Flevoland              | 1   | Almere City                                       |
| Frisia                 | 1   | Heerenveen                                        |
| Limburgo               | 1   | Fortuna Sittard                                   |
| Utrecht                | 1   | Utrecht                                           |

## Desarrollo

### Clasificación
| Pos. | Equipo              | Pts. | PJ | G  | E  | P  | GF  | GC | Dif. | Clasificación 2024–25                     |
| ---- | ------------------- | ---- | -- | -- | -- | -- | --- | -- | ---- | ----------------------------------------- |
| 1    | PSV Eindhoven (C)   | 91   | 34 | 29 | 4  | 1  | 111 | 21 | +90  | Fase de liga de la Liga de Campeones      |
| 2    | Feyenoord Rotterdam | 84   | 34 | 26 | 6  | 2  | 92  | 26 | +66  | Fase de liga de la Liga de Campeones      |
| 3    | Twente              | 69   | 34 | 21 | 6  | 7  | 69  | 36 | +33  | Tercera ronda de la Liga de Campeones     |
| 4    | AZ Alkmaar          | 65   | 34 | 19 | 8  | 7  | 70  | 39 | +31  | Fase de liga de la Liga Europa            |
| 5    | Ajax                | 56   | 34 | 15 | 11 | 8  | 74  | 61 | +13  | Segunda ronda de la Liga Europa           |
| 6    | NEC Nijmegen        | 53   | 34 | 14 | 11 | 9  | 66  | 51 | +15  | Play-offs de acceso a la Liga Conferencia |
| 7    | Utrecht             | 50   | 34 | 13 | 11 | 10 | 49  | 47 | +2   | Play-offs de acceso a la Liga Conferencia |
| 8    | Sparta Róterdam     | 49   | 34 | 14 | 7  | 13 | 51  | 48 | +3   | Play-offs de acceso a la Liga Conferencia |
| 9    | Go Ahead Eagles     | 46   | 34 | 12 | 10 | 12 | 47  | 46 | +1   | Play-offs de acceso a la Liga Conferencia |
| 10   | Fortuna Sittard     | 38   | 34 | 9  | 11 | 14 | 37  | 56 | −19  |                                           |
| 11   | Heerenveen          | 37   | 34 | 10 | 7  | 17 | 53  | 71 | −18  |                                           |
| 12   | Zwolle              | 36   | 34 | 9  | 9  | 16 | 45  | 67 | −22  |                                           |
| 13   | Almere City         | 34   | 34 | 7  | 13 | 14 | 33  | 59 | −26  |                                           |
| 14   | Heracles Almelo     | 33   | 34 | 9  | 6  | 19 | 41  | 74 | −33  |                                           |
| 15   | RKC Waalwijk        | 29   | 34 | 7  | 8  | 19 | 38  | 56 | −18  |                                           |
| 16   | Excelsior (D)       | 29   | 34 | 6  | 11 | 17 | 50  | 73 | −23  | Play-offs de promoción de categoría       |
| 17   | Volendam (D)        | 19   | 34 | 4  | 7  | 23 | 34  | 88 | −54  | Descenso a la Eerste Divisie              |
| 18   | Vitesse (D)         | 6    | 34 | 6  | 6  | 22 | 30  | 74 | −44  | Descenso a la Eerste Divisie              |

Actualizado a los partidos jugados el 19 de mayo de 2024.
 Fuente: Eredivisie
Criterios de clasificación: Puntos · Diferencia de goles · Goles a favor · Enfrentamientos directos · Diferencia de goles en enfrentamientos directos
Notas:
1. ↑  Dado que el campeón de la Copa de los Países Bajos 2023-24, el Feyenoord, está en zona de clasificación para la Liga de Campeones, en función de su posición en la liga, la plaza en la Liga Europa, otorgada al campeón de la Copa de los Países Bajos, se transfiere al equipo de la Eredivisie, mejor clasificado que no está clasificado para competiciones europeas, que es el equipo ubicado en el cuarto lugar.
2. ↑  El Vitesse fue penalizado por la KNVB con la quita de 18 puntos debido a que el equipo no cumplió con el reglamento de licencias durante un largo periodo de tiempo, ya que el club no proporcionó información solicitada por la agencia de investigación de la Federación.[32]

### Evolución de la clasificación
| Equipo          | 01 | 02 | 03  | 04  | 05  | 06  | 07   | 08   | 09   | 10  | 11  | 12  | 13  | 14 | 15 | 16 | 17 | 18 | 19 | 20 | 21 | 22 | 23 | 24 | 25 | 26 | 27 | 28 | 29 | 30 | 31 | 32 | 33 | 34 |
| Equipo          |    |    |     |     |     |     |      |      |      |     |     |     |     |    |    |    |    |    |    |    |    |    |    |    |    |    |    |    |    |    |    |    |    |    |
| --------------- | -- | -- | --- | --- | --- | --- | ---- | ---- | ---- | --- | --- | --- | --- | -- | -- | -- | -- | -- | -- | -- | -- | -- | -- | -- | -- | -- | -- | -- | -- | -- | -- | -- | -- | -- |
| PSV             | 5  | 4  | 4*  | 2*  | 1*  | 1   | 1    | 1    | 1    | 1   | 1   | 1   | 1   | 1  | 1  | 1  | 1  | 1  | 1  | 1  | 1  | 1  | 1  | 1  | 1  | 1  | 1  | 1  | 1  | 1  | 1  | 1  | 1  | 1  |
| Feyenoord       | 9  | 12 | 6   | 4   | 4   | 4   | 4    | 4    | 3    | 4   | 3   | 2   | 2   | 2  | 2  | 2  | 2  | 2  | 2  | 2  | 2  | 2  | 2  | 2  | 2  | 2  | 2  | 2  | 2  | 2  | 2  | 2  | 2  | 2  |
| Twente          | 3  | 2  | 3*  | 3*  | 3*  | 3   | 3    | 3    | 4    | 3   | 4   | 3   | 4   | 4  | 4  | 3  | 3  | 3  | 3  | 3  | 3  | 3  | 3  | 3  | 3  | 3  | 3  | 3  | 3  | 3  | 3  | 3  | 3  | 3  |
| AZ              | 1  | 1  | 2*  | 1*  | 2*  | 2   | 2    | 2    | 2    | 2*  | 2*  | 4*  | 3*  | 3  | 3  | 4  | 4  | 4  | 4  | 4  | 4  | 4  | 4  | 4  | 4  | 4  | 4  | 4  | 4  | 4  | 4  | 4  | 4  | 4  |
| Ajax            | 2  | 5  | 9*  | 11* | 12* | 14* | 15** | 16** | 17** | 15* | 11* | 12* | 8*  | 6  | 5  | 5  | 5  | 5  | 5  | 5  | 5  | 5  | 5  | 5  | 5  | 5  | 5  | 5  | 6  | 5  | 5  | 5  | 5  | 5  |
| NEC Nijmegen    | 11 | 13 | 10  | 13  | 13  | 10  | 10   | 10   | 11   | 12* | 12* | 14* | 14* | 12 | 10 | 8  | 8  | 7  | 7  | 7  | 7  | 7  | 7  | 7  | 6  | 6  | 6  | 6  | 5  | 6  | 6  | 6  | 6  | 6  |
| Utrecht         | 15 | 18 | 16  | 16  | 15  | 16  | 17   | 18   | 16   | 18  | 17  | 16  | 16  | 14 | 13 | 13 | 13 | 14 | 13 | 11 | 9  | 9  | 8  | 8  | 8  | 8  | 8  | 8  | 8  | 7  | 7  | 7  | 7  | 7  |
| Sparta Róterdam | 7  | 7  | 1   | 5   | 6   | 5   | 6    | 7    | 7    | 6   | 6   | 6   | 6   | 7  | 7  | 7  | 6  | 8  | 8  | 9  | 10 | 8  | 9  | 10 | 11 | 10 | 9  | 9  | 9  | 9  | 8  | 9  | 8  | 8  |
| Go Ahead Eagles | 18 | 9  | 11* | 6*  | 7*  | 6   | 8    | 6    | 5    | 5   | 5   | 5   | 5   | 5  | 6  | 6  | 7  | 6  | 6  | 6  | 6  | 6  | 6  | 6  | 7  | 7  | 7  | 7  | 7  | 8  | 9  | 8  | 9  | 9  |
| Fortuna Sittard | 10 | 8  | 8   | 9   | 5   | 8   | 9    | 9    | 12   | 11  | 14  | 9   | 12  | 11 | 9  | 10 | 11 | 12 | 10 | 10 | 13 | 13 | 12 | 11 | 10 | 9  | 10 | 10 | 10 | 11 | 12 | 11 | 11 | 10 |
| Heerenveen      | 4  | 3  | 5   | 8   | 11  | 12  | 14   | 13   | 15   | 10  | 13  | 10  | 7   | 8  | 8  | 9  | 9  | 11 | 12 | 13 | 11 | 12 | 10 | 9  | 9  | 11 | 11 | 11 | 11 | 10 | 10 | 10 | 10 | 11 |
| Zwolle          | 12 | 14 | 14  | 10  | 8   | 11  | 11   | 12   | 9    | 9   | 8   | 8   | 11  | 9  | 11 | 11 | 10 | 10 | 9  | 8  | 8  | 10 | 11 | 13 | 13 | 13 | 13 | 14 | 14 | 13 | 11 | 12 | 12 | 12 |
| Almere City     | 16 | 15 | 18  | 17  | 17  | 18  | 16   | 14   | 13   | 14  | 9   | 11  | 13  | 16 | 16 | 14 | 12 | 13 | 14 | 12 | 12 | 11 | 13 | 12 | 12 | 12 | 12 | 12 | 12 | 12 | 13 | 13 | 13 | 13 |
| Heracles Almelo | 17 | 11 | 13* | 7*  | 9*  | 9   | 7    | 8    | 8    | 8   | 10  | 13  | 10  | 13 | 14 | 15 | 14 | 15 | 15 | 15 | 14 | 14 | 14 | 14 | 14 | 14 | 14 | 13 | 13 | 14 | 14 | 14 | 14 | 14 |
| RKC Waalwijk    | 14 | 16 | 17  | 18  | 16  | 13  | 12*  | 15*  | 10*  | 13* | 15* | 15* | 15* | 15 | 15 | 16 | 16 | 16 | 16 | 16 | 16 | 16 | 16 | 16 | 16 | 16 | 15 | 15 | 15 | 16 | 16 | 15 | 15 | 15 |
| Excelsior       | 6  | 6  | 7   | 12  | 10  | 7   | 5    | 5    | 6    | 7   | 7   | 7   | 9   | 10 | 12 | 12 | 15 | 9  | 11 | 14 | 15 | 15 | 15 | 15 | 15 | 15 | 16 | 16 | 16 | 15 | 15 | 16 | 16 | 16 |
| Volendam        | 13 | 17 | 15* | 15* | 18* | 17* | 18*  | 17*  | 18*  | 17  | 16  | 17  | 17  | 17 | 18 | 17 | 18 | 17 | 17 | 17 | 17 | 17 | 18 | 18 | 18 | 18 | 18 | 18 | 17 | 17 | 17 | 17 | 17 | 17 |
| Vitesse         | 8  | 10 | 12* | 14* | 14* | 15  | 13   | 11   | 14   | 16  | 18  | 18  | 18  | 18 | 17 | 18 | 17 | 18 | 18 | 18 | 18 | 18 | 17 | 17 | 17 | 17 | 17 | 17 | 18 | 18 | 18 | 18 | 18 | 18 |

(*) Indica la posición del equipo con un partido pendiente
(**) Indica la posición del equipo con dos partidos pendientes

## Resultados

### Primera vuelta
| Volendam     | 1 – 2 | Vitesse         | Kras Stadion        | 11 de agosto | 20:00 |
| PSV          | 2 – 0 | Utrecht         | Philips Stadion     | 12 de agosto | 16:30 |
| Heerenveen   | 3 – 1 | RKC Waalwijk    | Abe Lenstra Stadion | 12 de agosto | 18:45 |
| Ajax         | 4 – 1 | Heracles Almelo | Johan Cruyff Arena  | 12 de agosto | 20:00 |
| Zwolle       | 1 – 2 | Sparta Róterdam | MAC³PARK Stadion    | 12 de agosto | 21:00 |
| NEC Nijmegen | 3 – 4 | Excelsior       | Goffert Stadion     | 13 de agosto | 12:15 |
| AZ           | 5 – 1 | Go Ahead Eagles | AFAS Stadion        | 13 de agosto | 14:30 |
| Feyenoord    | 0 – 0 | Fortuna Sittard | De Kuip             | 13 de agosto | 14:30 |
| Almere City  | 1 – 4 | Twente          | Yanmar Stadion      | 13 de agosto | 16:45 |

| Heracles Almelo | 2 – 1 | NEC Nijmegen | Polman Stadion             | 18 de agosto | 20:00 |
| Excelsior       | 2 – 2 | Ajax         | Van Donge & De Roo Stadion | 19 de agosto | 16:30 |
| Vitesse         | 1 – 3 | PSV          | Gelredome                  | 19 de agosto | 18:45 |
| Fortuna Sittard | 2 – 1 | Almere City  | Fortuna Sittard Stadion    | 19 de agosto | 20:00 |
| Go Ahead Eagles | 4 – 1 | Volendam     | Adelaarshorst Stadion      | 19 de agosto | 21:00 |
| Utrecht         | 0 – 2 | Heerenveen   | Estadio Galgenwaard        | 20 de agosto | 12:15 |
| Sparta Róterdam | 2 – 2 | Feyenoord    | Sparta Stadion Het Kasteel | 20 de agosto | 14:30 |
| Twente          | 3 – 1 | Zwolle       | De Grolsch Veste           | 20 de agosto | 14:30 |
| RKC Waalwijk    | 1 – 3 | AZ           | Mandemakers Stadion        | 20 de agosto | 16:45 |

| NEC Nijmegen | 3 – 0 | RKC Waalwijk    | Goffert Stadion            | 26 de agosto     | 18:45 |
| Excelsior    | 2 – 2 | Fortuna Sittard | Van Donge & De Roo Stadion | 26 de agosto     | 21:00 |
| Zwolle       | 1 – 0 | Utrecht         | MAC³PARK Stadion           | 27 de agosto     | 12:15 |
| Feyenoord    | 6 – 1 | Almere City     | De Kuip                    | 27 de agosto     | 14:30 |
| Heerenveen   | 1 – 3 | Sparta Róterdam | Abe Lenstra Stadion        | 27 de agosto     | 16:45 |
| PSV          | 3 – 0 | Go Ahead Eagles | Philips Stadion            | 27 de septiembre | 18:45 |
| Twente       | 1 – 0 | Vitesse         | De Grolsch Veste           | 27 de septiembre | 20:00 |
| AZ           | 1 – 1 | Heracles Almelo | AFAS Stadion               | 28 de septiembre | 20:00 |
| Ajax         | 2 – 0 | Volendam        | Johan Cruyff Arena         | 2 de noviembre   | 20:00 |

| Sparta Róterdam | 1 – 1 | NEC Nijmegen | Sparta Stadion Het Kasteel | 1 de septiembre | 20:00 |
| Almere City     | 1 – 2 | Zwolle       | Yanmar Stadion             | 2 de septiembre | 16:30 |
| Go Ahead Eagles | 3 – 2 | Heerenveen   | Adelaarshorst Stadion      | 2 de septiembre | 18:45 |
| RKC Waalwijk    | 0 – 4 | PSV          | Mandemakers Stadion        | 2 de septiembre | 20:00 |
| Heracles Almelo | 3 – 1 | Excelsior    | Polman Stadion             | 2 de septiembre | 21:00 |
| Utrecht         | 1 – 5 | Feyenoord    | Estadio Galgenwaard        | 3 de septiembre | 12:15 |
| Fortuna Sittard | 0 – 0 | Ajax         | Fortuna Sittard Stadion    | 3 de septiembre | 14:30 |
| Volendam        | 0 – 2 | Twente       | Kras Stadion               | 3 de septiembre | 14:30 |
| Vitesse         | 0 – 2 | AZ           | Gelredome                  | 3 de septiembre | 16:45 |

| Feyenoord       | 6 – 1 | Heerenveen      | De Kuip                    | 16 de septiembre | 16:30 |
| Vitesse         | 0 – 2 | RKC Waalwijk    | Gelredome                  | 16 de septiembre | 18:45 |
| Fortuna Sittard | 3 – 1 | Volendam        | Fortuna Sittard Stadion    | 16 de septiembre | 20:00 |
| PSV             | 4 – 0 | NEC Nijmegen    | Philips Stadion            | 16 de septiembre | 20:00 |
| Heracles Almelo | 1 – 3 | Utrecht         | Polman Stadion             | 16 de septiembre | 21:00 |
| Zwolle          | 1 – 1 | Go Ahead Eagles | MAC³PARK Stadion           | 17 de septiembre | 12:15 |
| Excelsior       | 0 – 0 | Almere City     | Van Donge & De Roo Stadion | 17 de septiembre | 14:30 |
| Twente          | 3 – 1 | Ajax            | De Grolsch Veste           | 17 de septiembre | 14:30 |
| AZ              | 2 – 0 | Sparta Róterdam | AFAS Stadion               | 17 de septiembre | 16:45 |

| Go Ahead Eagles | 3 – 0 | Fortuna Sittard | Adelaarshorst Stadion      | 22 de septiembre | 20:00 |
| Volendam        | 2 – 2 | Heracles Almelo | Kras Stadion               | 23 de septiembre | 16:30 |
| NEC Nijmegen    | 3 – 0 | Utrecht         | Goffert Stadion            | 23 de septiembre | 18:45 |
| Almere City     | 0 – 4 | PSV             | Yanmar Stadion             | 23 de septiembre | 20:00 |
| Heerenveen      | 0 – 3 | Excelsior       | Abe Lenstra Stadion        | 23 de septiembre | 21:00 |
| Sparta Róterdam | 1 – 0 | Vitesse         | Sparta Stadion Het Kasteel | 24 de septiembre | 12:15 |
| RKC Waalwijk    | 1 – 0 | Twente          | Mandemakers Stadion        | 24 de septiembre | 16:45 |
| Zwolle          | 0 – 3 | AZ              | MAC³PARK Stadion           | 24 de septiembre | 16:45 |
| Ajax            | 0 – 4 | Feyenoord       | Johan Cruyff Arena         | 27 de septiembre | 14:00 |

| Feyenoord       | 3 – 1 | Go Ahead Eagles | De Kuip                    | 30 de septiembre | 16:30 |
| PSV             | 3 – 1 | Volendam        | Philips Stadion            | 30 de septiembre | 18:45 |
| Utrecht         | 0 – 2 | Almere City     | Galgenwaard                | 30 de septiembre | 18:45 |
| Twente          | 1 – 0 | Heerenveen      | De Grolsch Veste           | 30 de septiembre | 21:00 |
| NEC Nijmegen    | 1 – 3 | Vitesse         | Goffert Stadion            | 1 de octubre     | 12:15 |
| Excelsior       | 2 – 1 | Sparta Róterdam | Van Donge & De Roo Stadion | 1 de octubre     | 14:30 |
| Heracles Almelo | 2 – 1 | Zwolle          | Polman Stadion             | 1 de octubre     | 14:30 |
| AZ              | 4 – 0 | Fortuna Sittard | AFAS Stadion               | 1 de octubre     | 16:45 |
| RKC Waalwijk    | 2 – 3 | Ajax            | Mandemakers Stadion        | 6 de diciembre   | 20:00 |

| Volendam        | 1 – 0 | Utrecht         | Kras Stadion               | 6 de octubre | 20:00 |
| Heerenveen      | 1 – 1 | NEC Nijmegen    | Abe Lenstra Stadion        | 7 de octubre | 16:30 |
| Almere City     | 1 – 0 | RKC Waalwijk    | Yanmar Stadion             | 7 de octubre | 18:45 |
| Go Ahead Eagles | 4 – 0 | Heracles Almelo | Adelaarshorst Stadion      | 7 de octubre | 20:00 |
| Vitesse         | 0 – 0 | Excelsior       | Gelredome                  | 7 de octubre | 21:00 |
| Zwolle          | 0 – 2 | Feyenoord       | MAC³PARK Stadion           | 8 de octubre | 12:15 |
| Ajax            | 1 – 2 | AZ              | Johan Cruyff Arena         | 8 de octubre | 14:30 |
| Fortuna Sittard | 0 – 3 | Twente          | Fortuna Sittard Stadion    | 8 de octubre | 14:30 |
| Sparta Róterdam | 0 – 4 | PSV             | Sparta Stadion Het Kasteel | 8 de octubre | 16:45 |

| PSV             | 3 – 1 | Fortuna Sittard | Philips Stadion            | 21 de octubre | 18:45 |
| RKC Waalwijk    | 2 – 1 | Volendam        | Mandemakers Stadion        | 21 de octubre | 18:45 |
| NEC Nijmegen    | 1 – 1 | Almere City     | Goffert Stadion            | 21 de octubre | 20:00 |
| AZ              | 3 – 0 | Heerenveen      | AFAS Stadion               | 21 de octubre | 21:00 |
| Feyenoord       | 4 – 0 | Vitesse         | De Kuip                    | 21 de octubre | 21:00 |
| Utrecht         | 4 – 3 | Ajax            | Estadio Galgenwaard        | 22 de octubre | 12:15 |
| Excelsior       | 2 – 4 | Zwolle          | Van Donge & De Roo Stadion | 22 de octubre | 14:30 |
| Heracles Almelo | 2 – 2 | Twente          | Polman Stadion             | 22 de octubre | 14:30 |
| Go Ahead Eagles | 0 – 0 | Sparta Róterdam | Adelaarshorst Stadion      | 22 de octubre | 16:45 |

| Vitesse         | 1 – 1 | Zwolle          | Gelredome                  | 27 de octubre  | 20:00 |
| Heerenveen      | 3 – 0 | Heracles Almelo | Abe Lenstra Stadion        | 28 de octubre  | 18:45 |
| Almere City     | 0 – 0 | Go Ahead Eagles | Yanmar Stadion             | 28 de octubre  | 20:00 |
| Sparta Róterdam | 2 – 0 | RKC Waalwijk    | Sparta Stadion Het Kasteel | 28 de octubre  | 20:00 |
| Fortuna Sittard | 0 – 0 | Utrecht         | Fortuna Sittard Stadion    | 28 de octubre  | 21:00 |
| Twente          | 2 – 1 | Feyenoord       | De Grolsch Veste           | 29 de octubre  | 12:15 |
| PSV             | 5 – 2 | Ajax            | Philips Stadion            | 29 de octubre  | 14:30 |
| Volendam        | 3 – 1 | Excelsior       | Kras Stadion               | 29 de octubre  | 14:30 |
| AZ              | 1 – 2 | NEC Nijmegen    | AFAS Stadion               | 6 de diciembre | 20:00 |

| Heracles Almelo | 0 – 6 | PSV             | Polman Stadion             | 4 de noviembre | 16:30 |
| Excelsior       | 1 – 1 | AZ              | Van Donge & De Roo Stadion | 4 de noviembre | 18:45 |
| RKC Waalwijk    | 1 – 2 | Feyenoord       | Mandemakers Stadion        | 4 de noviembre | 18:45 |
| Go Ahead Eagles | 5 – 1 | Vitesse         | Adelaarshorst Stadion      | 4 de noviembre | 21:00 |
| Utrecht         | 1 – 1 | Twente          | Estadio Galgenwaard        | 5 de noviembre | 12:15 |
| NEC Nijmegen    | 3 – 3 | Volendam        | Goffert Stadion            | 5 de noviembre | 14:30 |
| Zwolle          | 2 – 0 | Fortuna Sittard | MAC³PARK Stadion           | 5 de noviembre | 14:30 |
| Ajax            | 4 – 1 | Heerenveen      | Johan Cruyff Arena         | 5 de noviembre | 16:45 |
| Sparta Róterdam | 1 – 2 | Almere City     | Sparta Stadion Het Kasteel | 5 de noviembre | 16:45 |

| Fortuna Sittard | 4 – 1 | Heracles Almelo | Fortuna Sittard Stadion | 10 de noviembre | 20:00 |
| RKC Waalwijk    | 0 – 1 | Go Ahead Eagles | Mandemakers Stadion     | 11 de noviembre | 18:45 |
| Twente          | 3 – 3 | NEC Nijmegen    | De Grolsch Veste        | 11 de noviembre | 20:00 |
| Vitesse         | 1 – 3 | Heerenveen      | Gelredome               | 11 de noviembre | 21:00 |
| PSV             | 4 – 0 | Zwolle          | Philips Stadion         | 12 de noviembre | 12:15 |
| Almere City     | 2 – 2 | Ajax            | Yanmar Stadion          | 12 de noviembre | 14:30 |
| Volendam        | 1 – 4 | Sparta Róterdam | Kras Stadion            | 12 de noviembre | 14:30 |
| Feyenoord       | 1 – 0 | AZ              | De Kuip                 | 12 de noviembre | 16:45 |
| Utrecht         | 2 – 2 | Excelsior       | Estadio Galgenwaard     | 12 de noviembre | 20:00 |

| Excelsior       | 2 – 4 | Feyenoord       | Van Donge & De Roo Stadion | 25 de noviembre | 16:30 |
| Heerenveen      | 3 – 0 | Fortuna Sittard | Abe Lenstra Stadion        | 25 de noviembre | 18:45 |
| Twente          | 0 – 3 | PSV             | De Grolsch Veste           | 25 de noviembre | 18:45 |
| Ajax            | 5 – 0 | Vitesse         | Johan Cruyff Arena         | 25 de noviembre | 21:00 |
| Zwolle          | 1 – 2 | RKC Waalwijk    | MAC³PARK Stadion           | 25 de noviembre | 21:00 |
| Almere City     | 0 – 5 | Heracles Almelo | Yanmar Stadion             | 26 de noviembre | 12:15 |
| AZ              | 3 – 0 | Volendam        | AFAS Stadion               | 26 de noviembre | 14:30 |
| NEC Nijmegen    | 1 – 1 | Go Ahead Eagles | Goffert Stadion            | 26 de noviembre | 14:30 |
| Sparta Róterdam | 1 – 2 | Utrecht         | Sparta Stadion Het Kasteel | 26 de noviembre | 16:45 |

| Heerenveen      | 3 – 0 | Almere City     | Abe Lenstra Stadion     | 1 de diciembre | 20:00 |
| Volendam        | 0 – 5 | Zwolle          | Kras Stadion            | 2 de diciembre | 18:45 |
| Fortuna Sittard | 3 – 1 | Vitesse         | Fortuna Sittard Stadion | 2 de diciembre | 20:00 |
| RKC Waalwijk    | 2 – 2 | Excelsior       | Mandemakers Stadion     | 2 de diciembre | 20:00 |
| Heracles Almelo | 0 – 1 | Sparta Róterdam | Polman Stadion          | 2 de diciembre | 21:00 |
| Feyenoord       | 1 – 2 | PSV             | De Kuip                 | 3 de diciembre | 12:15 |
| Go Ahead Eagles | 1 – 3 | Twente          | Adelaarshorst Stadion   | 3 de diciembre | 14:30 |
| NEC Nijmegen    | 1 – 2 | Ajax            | Goffert Stadion         | 3 de diciembre | 14:30 |
| Utrecht         | 1 – 1 | AZ              | Estadio Galgenwaard     | 3 de diciembre | 16:45 |

| PSV             | 2 – 0 | Heerenveen      | Philips Stadion         | 7 de diciembre  | 18:45 |
| Feyenoord       | 3 – 1 | Volendam        | De Kuip                 | 7 de diciembre  | 21:00 |
| Twente          | 4 – 2 | Excelsior       | De Grolsch Veste        | 8 de diciembre  | 20:00 |
| Ajax            | 2 – 1 | Sparta Róterdam | Johan Cruyff Arena      | 9 de diciembre  | 18:45 |
| Zwolle          | 1 – 3 | NEC Nijmegen    | MAC³PARK Stadion        | 9 de diciembre  | 20:00 |
| AZ              | 4 – 1 | Almere City     | AFAS Stadion            | 9 de diciembre  | 21:00 |
| Go Ahead Eagles | 0 – 2 | Utrecht         | Adelaarshorst Stadion   | 10 de diciembre | 12:15 |
| Fortuna Sittard | 1 – 0 | RKC Waalwijk    | Fortuna Sittard Stadion | 10 de diciembre | 14:30 |
| Vitesse         | 2 – 0 | Heracles Almelo | Gelredome               | 10 de diciembre | 16:45 |

| NEC Nijmegen    | 4 – 1 | Fortuna Sittard | Goffert Stadion            | 15 de diciembre | 20:00 |
| Utrecht         | 1 – 1 | RKC Waalwijk    | Estadio Galgenwaard        | 16 de diciembre | 16:30 |
| Excelsior       | 1 – 1 | Go Ahead Eagles | Van Donge & De Roo Stadion | 16 de diciembre | 18:45 |
| Heerenveen      | 1 – 2 | Volendam        | Abe Lenstra Stadion        | 16 de diciembre | 21:00 |
| Almere City     | 5 – 0 | Vitesse         | Yanmar Stadion             | 17 de diciembre | 12:15 |
| Heracles Almelo | 0 – 4 | Feyenoord       | Polman Stadion             | 17 de diciembre | 14:30 |
| Sparta Róterdam | 2 – 2 | Twente          | Sparta Stadion Het Kasteel | 17 de diciembre | 14:30 |
| Ajax            | 2 – 2 | Zwolle          | Johan Cruyff Arena         | 17 de diciembre | 16:45 |
| AZ              | 0 – 4 | PSV             | AFAS Stadion               | 17 de diciembre | 20:00 |

| RKC Waalwijk    | 1 – 2 | Heracles Almelo | Mandemakers Stadion     | 12 de enero | 20:00 |
| Fortuna Sittard | 0 – 2 | Sparta Róterdam | Fortuna Sittard Stadion | 13 de enero | 16:30 |
| Twente          | 2 – 1 | AZ              | De Grolsch Veste        | 13 de enero | 18:45 |
| Zwolle          | 2 – 2 | Heerenveen      | MAC³PARK Stadion        | 13 de enero | 20:00 |
| PSV             | 3 – 1 | Excelsior       | Philips Stadion         | 13 de enero | 21:00 |
| Volendam        | 0 – 1 | Almere City     | Kras Stadion            | 14 de enero | 12:15 |
| Go Ahead Eagles | 2 – 3 | Ajax            | Adelaarshorst Stadion   | 14 de enero | 14:30 |
| Vitesse         | 0 – 0 | Utrecht         | Gelredome               | 14 de enero | 14:30 |
| Feyenoord       | 2 – 2 | NEC Nijmegen    | De Kuip                 | 14 de enero | 16:45 |

### Segunda vuelta
| Excelsior       | 3 – 0 | Heerenveen      | Van Donge & De Roo Stadion | 19 de enero | 20:00 |
| NEC Nijmegen    | 1 – 0 | Twente          | Goffert Stadion            | 20 de enero | 16:30 |
| Heracles Almelo | 1 – 1 | Volendam        | Polman Stadion             | 20 de enero | 18:45 |
| AZ              | 2 – 2 | Zwolle          | AFAS Stadion               | 20 de enero | 20:00 |
| Utrecht         | 1 – 1 | PSV             | Estadio Galgenwaard        | 21 de enero | 12:15 |
| Vitesse         | 1 – 2 | Feyenoord       | Gelredome                  | 21 de enero | 14:30 |
| Sparta Róterdam | 0 – 2 | Go Ahead Eagles | Sparta Stadion Het Kasteel | 21 de enero | 14:30 |
| Ajax            | 4 – 1 | RKC Waalwijk    | Johan Cruyff Arena         | 21 de enero | 16:45 |
| Almere City     | 0 – 0 | Fortuna Sittard | Yanmar Stadion             | 24 de enero | 18:45 |

| Zwolle          | 1 – 0 | Vitesse         | MAC³PARK Stadion           | 26 de enero | 20:00 |
| RKC Waalwijk    | 1 – 1 | Sparta Róterdam | Mandemakers Stadion        | 27 de enero | 18:45 |
| PSV             | 2 – 0 | Almere City     | Philips Stadion            | 27 de enero | 18:45 |
| Excelsior       | 1 – 1 | Utrecht         | Van Donge & De Roo Stadion | 27 de enero | 21:00 |
| Heracles Almelo | 2 – 4 | Ajax            | Polman Stadion             | 27 de enero | 21:00 |
| Heerenveen      | 2 – 2 | AZ              | Abe Lenstra Stadion        | 28 de enero | 12:15 |
| Go Ahead Eagles | 2 – 2 | NEC Nijmegen    | Adelaarshorst Stadion      | 28 de enero | 14:30 |
| Feyenoord       | 0 – 0 | Twente          | De Kuip                    | 28 de enero | 14:30 |
| Volendam        | 0 – 1 | Fortuna Sittard | Kras Stadion               | 28 de enero | 16:45 |

| Almere City     | 2 – 1 | Excelsior       | Yanmar Stadion             | 2 de febrero | 20:00 |
| Twente          | 3 – 0 | RKC Waalwijk    | De Grolsch Veste           | 3 de febrero | 16:30 |
| Fortuna Sittard | 3 – 3 | Heerenveen      | Fortuna Sittard Stadion    | 3 de febrero | 18:45 |
| Ajax            | 1 – 1 | PSV             | Johan Cruyff Arena         | 3 de febrero | 20:00 |
| NEC Nijmegen    | 3 – 1 | Heracles Almelo | Goffert Stadion            | 3 de febrero | 21:00 |
| Vitesse         | 0 – 2 | Go Ahead Eagles | Gelredome                  | 4 de febrero | 12:15 |
| AZ              | 0 – 1 | Feyenoord       | AFAS Stadion               | 4 de febrero | 14:30 |
| Utrecht         | 4 – 2 | Volendam        | Estadio Galgenwaard        | 4 de febrero | 14:30 |
| Sparta Róterdam | 0 – 2 | Zwolle          | Sparta Stadion Het Kasteel | 4 de febrero | 16:45 |

| RKC Waalwijk    | 2 – 0 | NEC Nijmegen    | Mandemakers Stadion        | 9 de febrero  | 20:00 |
| Excelsior       | 0 – 3 | Twente          | Van Donge & De Roo Stadion | 10 de febrero | 18:45 |
| Almere City     | 0 – 0 | AZ              | Yanmar Stadion             | 10 de febrero | 20:00 |
| Heracles Almelo | 3 – 2 | Vitesse         | Polman Stadion             | 10 de febrero | 21:00 |
| Go Ahead Eagles | 1 – 1 | Zwolle          | Adelaarshorst Stadion      | 11 de febrero | 12:15 |
| Utrecht         | 4 – 0 | Fortuna Sittard | Estadio Galgenwaard        | 11 de febrero | 14:30 |
| Heerenveen      | 3 – 2 | Ajax            | Abe Lenstra Stadion        | 11 de febrero | 14:30 |
| Volendam        | 1 – 5 | PSV             | Kras Stadion               | 11 de febrero | 16:45 |
| Feyenoord       | 2 – 0 | Sparta Róterdam | De Kuip                    | 11 de febrero | 20:00 |

| PSV             | 2 – 0 | Heracles Almelo | Philips Stadion            | 16 de febrero | 20:00 |
| Sparta Róterdam | 4 – 2 | Excelsior       | Sparta Stadion Het Kasteel | 17 de febrero | 18:45 |
| Fortuna Sittard | 1 – 2 | AZ              | Fortuna Sittard Stadion    | 17 de febrero | 18:45 |
| Heerenveen      | 0 – 2 | Go Ahead Eagles | Abe Lenstra Stadion        | 17 de febrero | 21:00 |
| Zwolle          | 0 – 1 | Almere City     | MAC³PARK Stadion           | 17 de febrero | 21:00 |
| Twente          | 0 – 1 | Utrecht         | De Grolsch Veste           | 18 de febrero | 12:15 |
| Ajax            | 2 – 2 | NEC Nijmegen    | Johan Cruyff Arena         | 18 de febrero | 14:30 |
| Vitesse         | 1 – 1 | Volendam        | Gelredome                  | 18 de febrero | 14:30 |
| Feyenoord       | 1 – 0 | RKC Waalwijk    | De Kuip                    | 18 de febrero | 16:45 |

| Utrecht      | 1 – 0 | Heracles Almelo | Estadio Galgenwaard        | 23 de febrero | 20:00 |
| RKC Waalwijk | 0 – 1 | Fortuna Sittard | Mandemakers Stadion        | 24 de febrero | 18:45 |
| Zwolle       | 1 – 7 | PSV             | MAC³PARK Stadion           | 24 de febrero | 20:00 |
| NEC Nijmegen | 2 – 0 | Sparta Róterdam | Goffert Stadion            | 24 de febrero | 21:00 |
| Excelsior    | 1 – 2 | Vitesse         | Van Donge & De Roo Stadion | 25 de febrero | 12:15 |
| Almere City  | 0 – 2 | Feyenoord       | Yanmar Stadion             | 25 de febrero | 14:30 |
| Twente       | 3 – 0 | Go Ahead Eagles | De Grolsch Veste           | 25 de febrero | 14:30 |
| AZ           | 2 – 0 | Ajax            | AFAS Stadion               | 25 de febrero | 16:45 |
| Volendam     | 0 – 4 | Heerenveen      | Kras Stadion               | 25 de febrero | 20:00 |

| Volendam        | 1 – 5 | NEC Nijmegen | Kras Stadion               | 1 de marzo | 20:00 |
| Go Ahead Eagles | 1 – 0 | RKC Waalwijk | Adelaarshorst Stadion      | 2 de marzo | 18:45 |
| Vitesse         | 1 – 2 | Twente       | Gelredome                  | 2 de marzo | 20:00 |
| Sparta Róterdam | 1 – 1 | AZ           | Sparta Stadion Het Kasteel | 2 de marzo | 21:00 |
| Ajax            | 2 – 0 | Utrecht      | Johan Cruyff Arena         | 3 de marzo | 12:15 |
| PSV             | 2 – 2 | Feyenoord    | Philips Stadion            | 3 de marzo | 14:30 |
| Heerenveen      | 2 – 0 | Zwolle       | Abe Lenstra Stadion        | 3 de marzo | 14:30 |
| Fortuna Sittard | 5 – 2 | Excelsior    | Fortuna Sittard Stadion    | 3 de marzo | 16:45 |
| Heracles Almelo | 2 – 2 | Almere City  | Polman Stadion             | 3 de marzo | 20:00 |

| Go Ahead Eagles | 0 – 1 | PSV             | Adelaarshorst Stadion | 8 de marzo  | 20:00 |
| Twente          | 2 – 1 | Sparta Róterdam | De Grolsch Veste      | 9 de marzo  | 18:45 |
| Almere City     | 1 – 1 | Utrecht         | Yanmar Stadion        | 9 de marzo  | 20:00 |
| RKC Waalwijk    | 3 – 1 | Vitesse         | Mandemakers Stadion   | 9 de marzo  | 21:00 |
| AZ              | 4 – 0 | Excelsior       | AFAS Stadion          | 10 de marzo | 12:15 |
| Zwolle          | 1 – 1 | Volendam        | MAC³PARK Stadion      | 10 de marzo | 14:30 |
| Ajax            | 2 – 2 | Fortuna Sittard | Johan Cruyff Arena    | 10 de marzo | 14:30 |
| NEC Nijmegen    | 2 – 0 | Heerenveen      | Goffert Stadion       | 10 de marzo | 16:45 |
| Feyenoord       | 3 – 0 | Heracles Almelo | De Kuip               | 10 de marzo | 20:00 |

| Heracles Almelo | 2 – 0 | Go Ahead Eagles | Polman Stadion             | 15 de marzo | 20:00 |
| Fortuna Sittard | 3 – 1 | Zwolle          | Fortuna Sittard Stadion    | 16 de marzo | 18:45 |
| Excelsior       | 1 – 1 | RKC Waalwijk    | Van Donge & De Roo Stadion | 16 de marzo | 20:00 |
| Vitesse         | 1 – 1 | Almere City     | Gelredome                  | 16 de marzo | 21:00 |
| Volendam        | 0 – 4 | AZ              | Kras Stadion               | 17 de marzo | 12:15 |
| Utrecht         | 1 – 0 | NEC Nijmegen    | Estadio Galgenwaard        | 17 de marzo | 14:30 |
| Heerenveen      | 2 – 3 | Feyenoord       | Abe Lenstra Stadion        | 17 de marzo | 14:30 |
| Sparta Róterdam | 2 – 2 | Ajax            | Sparta Stadion Het Kasteel | 17 de marzo | 16:45 |
| PSV             | 1 – 0 | Twente          | Philips Stadion            | 17 de marzo | 20:00 |

| NEC Nijmegen    | 3 – 1 | PSV             | Goffert Stadion            | 30 de marzo | 16:30 |
| Sparta Róterdam | 4 – 0 | Fortuna Sittard | Sparta Stadion Het Kasteel | 30 de marzo | 18:45 |
| Go Ahead Eagles | 3 – 0 | Excelsior       | Adelaarshorst Stadion      | 30 de marzo | 20:00 |
| RKC Waalwijk    | 1 – 1 | Heerenveen      | Mandemakers Stadion        | 30 de marzo | 20:00 |
| AZ              | 2 – 0 | Vitesse         | AFAS Stadion               | 30 de marzo | 21:00 |
| Zwolle          | 1 – 3 | Ajax            | MAC³PARK Stadion           | 31 de marzo | 12:15 |
| Feyenoord       | 4 – 2 | Utrecht         | De Kuip                    | 31 de marzo | 14:30 |
| Twente          | 1 – 0 | Heracles Almelo | De Grolsch Veste           | 31 de marzo | 14:30 |
| Almere City     | 1 – 1 | Volendam        | Yanmar Stadion             | 31 de marzo | 16:45 |

| Vitesse         | 1 – 4 | Sparta Róterdam | Gelredome                  | 2 de abril | 18:45 |
| Excelsior       | 0 – 2 | PSV             | Van Donge & De Roo Stadion | 2 de abril | 20:00 |
| Fortuna Sittard | 1 – 1 | NEC Nijmegen    | Fortuna Sittard Stadion    | 2 de abril | 21:00 |
| Heracles Almelo | 5 – 0 | AZ              | Polman Stadion             | 3 de abril | 18:45 |
| Utrecht         | 5 – 1 | Zwolle          | Estadio Galgenwaard        | 3 de abril | 20:00 |
| Heerenveen      | 3 – 3 | Twente          | Abe Lenstra Stadion        | 3 de abril | 21:00 |
| Volendam        | 0 – 0 | Feyenoord       | Kras Stadion               | 4 de abril | 18:45 |
| RKC Waalwijk    | 0 – 0 | Almere City     | Mandemakers Stadion        | 4 de abril | 20:00 |
| Ajax            | 1 – 1 | Go Ahead Eagles | Johan Cruyff Arena         | 4 de abril | 21:00 |

| Sparta Róterdam | 1 – 2 | Heracles Almelo | Sparta Stadion Het Kasteel | 6 de abril | 16:30 |
| PSV             | 5 – 1 | AZ              | Philips Stadion            | 6 de abril | 18:45 |
| Zwolle          | 2 – 1 | Excelsior       | MAC³PARK Stadion           | 6 de abril | 20:00 |
| Twente          | 2 – 0 | Fortuna Sittard | De Grolsch Veste           | 6 de abril | 21:00 |
| Vitesse         | 0 – 3 | NEC Nijmegen    | Gelredome                  | 7 de abril | 12:15 |
| Feyenoord       | 6 – 0 | Ajax            | De Kuip                    | 7 de abril | 14:30 |
| Go Ahead Eagles | 1 – 1 | Almere City     | Adelaarshorst Stadion      | 7 de abril | 14:30 |
| Volendam        | 3 – 2 | RKC Waalwijk    | Kras Stadion               | 7 de abril | 16:45 |
| Heerenveen      | 2 – 3 | Utrecht         | Abe Lenstra Stadion        | 7 de abril | 20:00 |

| Excelsior       | 4 – 0 | Volendam        | Van Donge & De Roo Stadion | 12 de abril | 20:00 |
| PSV             | 6 – 0 | Vitesse         | Philips Stadion            | 13 de abril | 16:30 |
| AZ              | 3 – 2 | RKC Waalwijk    | AFAS Stadion               | 13 de abril | 18:45 |
| Almere City     | 2 – 3 | Sparta Róterdam | Yanmar Stadion             | 13 de abril | 21:00 |
| Heracles Almelo | 0 – 2 | Heerenveen      | Polman Stadion             | 14 de abril | 12:15 |
| Fortuna Sittard | 0 – 1 | Feyenoord       | Fortuna Sittard Stadion    | 14 de abril | 14:30 |
| Utrecht         | 2 – 1 | Go Ahead Eagles | Estadio Galgenwaard        | 14 de abril | 14:30 |
| Ajax            | 2 – 1 | Twente          | Johan Cruyff Arena         | 14 de abril | 16:45 |
| NEC Nijmegen    | 2 – 2 | Zwolle          | Goffert Stadion            | 14 de abril | 20:00 |

| Twente          | 3 – 1 | Almere City     | De Grolsch Veste           | 24 de abril | 18:45 |
| Ajax            | 2 – 2 | Excelsior       | Johan Cruyff Arena         | 24 de abril | 21:00 |
| Heerenveen      | 0 – 8 | PSV             | Abe Lenstra Stadion        | 25 de abril | 18:45 |
| Go Ahead Eagles | 1 – 3 | Feyenoord       | Adelaarshorst Stadion      | 25 de abril | 21:00 |
| NEC Nijmegen    | 0 – 3 | AZ              | Goffert Stadion            | 28 de abril | 12:15 |
| Zwolle          | 3 – 1 | Heracles Almelo | MAC³PARK Stadion           | 28 de abril | 12:15 |
| Sparta Róterdam | 1 – 0 | Volendam        | Sparta Stadion Het Kasteel | 28 de abril | 14:30 |
| RKC Waalwijk    | 2 – 2 | Utrecht         | Mandemakers Stadion        | 28 de abril | 14:30 |
| Vitesse         | 3 – 2 | Fortuna Sittard | Gelredome                  | 28 de abril | 16:45 |

| Fortuna Sittard | 0 – 0 | Go Ahead Eagles | Fortuna Sittard Stadion    | 3 de mayo | 20:00 |
| Almere City     | 1 – 1 | Heerenveen      | Yanmar Stadion             | 3 de mayo | 20:00 |
| PSV             | 4 – 2 | Sparta Róterdam | Philips Stadion            | 5 de mayo | 12:15 |
| Heracles Almelo | 0 – 5 | RKC Waalwijk    | Polman Stadion             | 5 de mayo | 12:15 |
| Utrecht         | 1 – 0 | Vitesse         | Estadio Galgenwaard        | 5 de mayo | 14:30 |
| Volendam        | 1 – 4 | Ajax            | Kras Stadion               | 5 de mayo | 14:30 |
| AZ              | 2 – 1 | Twente          | AFAS Stadion               | 5 de mayo | 16:45 |
| Feyenoord       | 5 – 0 | Zwolle          | De Kuip                    | 5 de mayo | 20:00 |
| Excelsior       | 0 – 3 | NEC Nijmegen    | Van Donge & De Roo Stadion | 6 de mayo | 20:00 |

| Ajax            | 3 – 0 | Almere City     | Johan Cruyff Arena         | 12 de mayo | 14:30 |
| Excelsior       | 4 – 0 | Heracles Almelo | Van Donge & De Roo Stadion | 12 de mayo | 14:30 |
| Fortuna Sittard | 1 – 1 | PSV             | Fortuna Sittard Stadion    | 12 de mayo | 14:30 |
| Go Ahead Eagles | 0 – 3 | AZ              | Adelaarshorst Stadion      | 12 de mayo | 14:30 |
| Heerenveen      | 1 – 3 | Vitesse         | Abe Lenstra Stadion        | 12 de mayo | 14:30 |
| NEC Nijmegen    | 2 – 3 | Feyenoord       | Goffert Stadion            | 12 de mayo | 14:30 |
| RKC Waalwijk    | 1 – 1 | Zwolle          | Mandemakers Stadion        | 12 de mayo | 14:30 |
| Twente          | 7 – 2 | Volendam        | De Grolsch Veste           | 12 de mayo | 14:30 |
| Utrecht         | 0 – 1 | Sparta Róterdam | Estadio Galgenwaard        | 12 de mayo | 14:30 |

| Almere City     | 1 – 4 | NEC Nijmegen    | Yanmar Stadion             | 19 de mayo | 14:30 |
| AZ              | 3 – 3 | Utrecht         | AFAS Stadion               | 19 de mayo | 14:30 |
| Feyenoord       | 4 – 0 | Excelsior       | De Kuip                    | 19 de mayo | 14:30 |
| Heracles Almelo | 0 – 0 | Fortuna Sittard | Polman Stadion             | 19 de mayo | 14:30 |
| PSV             | 3 – 1 | RKC Waalwijk    | Philips Stadion            | 19 de mayo | 14:30 |
| Sparta Róterdam | 2 – 1 | Heerenveen      | Sparta Stadion Het Kasteel | 19 de mayo | 14:30 |
| Vitesse         | 2 – 2 | Ajax            | Gelredome                  | 19 de mayo | 14:30 |
| Volendam        | 1 – 2 | Go Ahead Eagles | Kras Stadion               | 19 de mayo | 14:30 |
| Zwolle          | 1 – 2 | Twente          | MAC³PARK Stadion           | 19 de mayo | 14:30 |

### Tabla de resultados cruzados
| Local \ Visitante | AJX | ALM | AZA | EXC | FEY | FOR | GAE | HEE | HER | NEC | PSV | RKC | SPA | TWE | UTR | VIT | VOL | ZWO |
| ----------------- | --- | --- | --- | --- | --- | --- | --- | --- | --- | --- | --- | --- | --- | --- | --- | --- | --- | --- |
| Ajax              | —   | 3–0 | 1–2 | 2–2 | 0–4 | 2–2 | 1–1 | 4–1 | 4–1 | 2–2 | 1–1 | 4–1 | 2–1 | 2–1 | 2–0 | 5–0 | 2–0 | 2–2 |
| Almere City       | 2–2 | —   | 0–0 | 2–1 | 0–2 | 0–0 | 0–0 | 1–1 | 0–5 | 1–4 | 0–4 | 1–0 | 2–3 | 1–4 | 1–1 | 5–0 | 1–1 | 1–2 |
| AZ                | 2–0 | 4–1 | —   | 4–0 | 0–1 | 4–0 | 5–1 | 3–0 | 1–1 | 1–2 | 0–4 | 3–2 | 2–0 | 2–1 | 3–3 | 2–0 | 3–0 | 2–2 |
| Excelsior         | 2–2 | 0–0 | 1–1 | —   | 2–4 | 2–2 | 1–1 | 3–0 | 4–0 | 0–3 | 0–2 | 1–1 | 2–1 | 0–3 | 1–1 | 1–2 | 4–0 | 2–4 |
| Feyenoord         | 6–0 | 6–1 | 1–0 | 4–0 | —   | 0–0 | 3–1 | 6–1 | 3–0 | 2–2 | 1–2 | 1–0 | 2–0 | 0–0 | 4–2 | 4–0 | 3–1 | 5–0 |
| Fortuna Sittard   | 0–0 | 2–1 | 1–2 | 5–2 | 0–1 | —   | 0–0 | 3–3 | 4–1 | 1–1 | 1–1 | 1–0 | 0–2 | 0–3 | 0–0 | 3–1 | 3–1 | 3–1 |
| Go Ahead Eagles   | 2–3 | 1–1 | 0–3 | 3–0 | 1–3 | 3–0 | —   | 3–2 | 4–0 | 2–2 | 0–1 | 1–0 | 0–0 | 1–3 | 0–2 | 5–1 | 4–1 | 1–1 |
| Heerenveen        | 3–2 | 3–0 | 2–2 | 0–3 | 2–3 | 3–0 | 0–2 | —   | 3–0 | 1–1 | 0–8 | 3–1 | 1–3 | 3–3 | 2–3 | 1–3 | 1–2 | 2–0 |
| Heracles Almelo   | 2–4 | 2–2 | 5–0 | 3–1 | 0–4 | 0–0 | 2–0 | 0–2 | —   | 2–1 | 0–6 | 0–5 | 0–1 | 2–2 | 1–3 | 3–2 | 1–1 | 2–1 |
| NEC Nijmegen      | 1–2 | 1–1 | 0–3 | 3–4 | 2–3 | 4–1 | 1–1 | 2–0 | 3–1 | —   | 3–1 | 3–0 | 2–0 | 1–0 | 3–0 | 1–3 | 3–3 | 2–2 |
| PSV               | 5–2 | 2–0 | 5–1 | 3–1 | 2–2 | 3–1 | 3–0 | 2–0 | 2–0 | 4–0 | —   | 3–1 | 4–2 | 1–0 | 2–0 | 6–0 | 3–1 | 4–0 |
| RKC Waalwijk      | 2–3 | 0–0 | 1–3 | 2–2 | 1–2 | 0–1 | 0–1 | 1–1 | 1–2 | 2–0 | 0–4 | —   | 1–1 | 1–0 | 2–2 | 3–1 | 2–1 | 1–1 |
| Sparta Róterdam   | 2–2 | 1–2 | 1–1 | 4–2 | 2–2 | 4–0 | 0–2 | 2–1 | 1–2 | 1–1 | 0–4 | 2–0 | —   | 2–2 | 1–2 | 1–0 | 1–0 | 0–2 |
| Twente            | 3–1 | 1–3 | 2–1 | 4–2 | 2–1 | 2–0 | 3–0 | 1–0 | 1–0 | 3–3 | 0–3 | 3–0 | 2–1 | —   | 0–1 | 1–0 | 7–2 | 3–1 |
| Utrecht           | 4–3 | 0–2 | 1–1 | 2–2 | 1–5 | 4–0 | 2–1 | 0–2 | 1–0 | 1–0 | 1–1 | 1–1 | 0–1 | 1–1 | —   | 1–0 | 4–2 | 5–1 |
| Vitesse           | 2–2 | 1–1 | 0–2 | 0–0 | 1–2 | 3–2 | 0–2 | 1–3 | 2–0 | 0–3 | 1–3 | 0–2 | 1–4 | 1–2 | 0–0 | —   | 1–1 | 1–1 |
| Volendam          | 1–4 | 0–1 | 0–4 | 3–1 | 0–0 | 0–1 | 1–2 | 0–4 | 2–2 | 2–5 | 1–5 | 3–2 | 1–4 | 0–2 | 1–0 | 1–2 | —   | 0–5 |
| Zwolle            | 1–3 | 0–1 | 0–3 | 2–1 | 0–2 | 2–0 | 1–1 | 2–2 | 3–1 | 1–3 | 1–7 | 1–2 | 1–2 | 1–2 | 1–0 | 1–0 | 1–1 | —   |

## Play-off para Liga Europa Conferencia de la UEFA 2023-24
|  | Semifinales | Semifinales     | Semifinales |            |   | Final           | Final | Final |  |
|  |             |                 |             |            |   |                 |       |       |  |
|  |             |                 |             |            |   |                 |       |       |  |
|  | 6           | NEC Nimega      | 1           |            |   |                 |       |       |  |
|  | 6           | NEC Nimega      | 1           |            |   |                 |       |       |  |
|  | 9           | Go Ahead Eagles | 2           |            |   |                 |       |       |  |
|  | 9           | Go Ahead Eagles | 2           |            | 9 | Go Ahead Eagles | 2     |       |  |
|  |             |                 |             |            | 9 | Go Ahead Eagles | 2     |       |  |
|  |             |                 | 7           | FC Utrecht | 1 |                 |       |       |  |
|  | 7           | FC Utrecht      | 7           | FC Utrecht | 1 | 3               |       |       |  |
|  | 7           | FC Utrecht      |             |            |   | 3               |       |       |  |
|  | 8           | Sparta Róterdam | 1           |            |   |                 |       |       |  |
|  | 8           | Sparta Róterdam | 1           |            |   |                 |       |       |  |
|  |             |                 |             |            |   |                 |       |       |  |

## Play-off de ascenso-descenso
Siete equipos, seis de la Eerste Divisie 2023-24 y uno de la Eredivisie, jugaron por un puesto en la Eredivisie 2024-25. Los seis equipos restantes jugarán en la Eerste Divisie 2024-25. El equipo con menor numeración o el equipo de la Eredivisie jugó de local.
|  | Cuartos de final | Cuartos de final | Cuartos de final | Cuartos de final | Cuartos de final |   |    | Semifinales | Semifinales | Semifinales | Semifinales | Semifinales |   |  | Final | Final | Final | Final | Final |  |
|  |                  |                  |                  |                  |                  |   |    |             |             |             |             |             |   |  |       |       |       |       |       |  |
|  |                  |                  |                  |                  |                  |   |    |             |             |             |             |             |   |  |       |       |       |       |       |  |
|  | 5                | ADO Den Haag     | 3                | 2                | 5                |   |    |             |             |             |             |             |   |  |       |       |       |       |       |  |
|  | 5                | ADO Den Haag     | 3                | 2                | 5                |   |    |             |             |             |             |             |   |  |       |       |       |       |       |  |
|  | 6                | De Graafschap    | 2                | 2                | 4                |   |    |             |             |             |             |             |   |  |       |       |       |       |       |  |
|  | 6                | De Graafschap    | 2                | 2                | 4                |   | 16 | Excelsior   | 2           | 7           | 9           |             |   |  |       |       |       |       |       |  |
|  |                  |                  |                  |                  |                  |   | 16 | Excelsior   | 2           | 7           | 9           |             |   |  |       |       |       |       |       |  |
|  |                  |                  | 5                | ADO Den Haag     | 1                | 1 | 2  |             |             |             |             |             |   |  |       |       |       |       |       |  |
|  |                  |                  | 5                | ADO Den Haag     | 1                | 1 | 2  |             |             |             |             |             |   |  |       |       |       |       |       |  |
|  |                  |                  |                  |                  |                  |   |    |             |             |             |             |             |   |  |       |       |       |       |       |  |
|  |                  |                  |                  |                  |                  |   |    |             |             |             |             |             |   |  |       |       |       |       |       |  |
|  |                  |                  |                  |                  |                  |   |    |             | 16          | Excelsior   | 2           | 4           | 6 |  |       |       |       |       |       |  |
|  |                  |                  |                  |                  |                  |   |    |             |             |             |             |             | 6 |  |       |       |       |       |       |  |
|  |                  |                  | 8                | NAC Breda        | 6                | 1 | 7  |             |             |             |             |             |   |  |       |       |       |       |       |  |
|  | 4                | FC Dordrecht     | 8                | NAC Breda        | 6                | 1 | 7  | 2           | 0           | 2           |             |             |   |  |       |       |       |       |       |  |
|  | 4                | FC Dordrecht     |                  |                  |                  |   |    |             |             | 2           |             |             |   |  |       |       |       |       |       |  |
|  | 7                | FC Emmen         | 2                | 1                | 3                |   |    |             |             |             |             |             |   |  |       |       |       |       |       |  |
|  | 7                | FC Emmen         | 2                | 1                | 3                |   | 7  | Emmen       | 1           | 0           | 1           |             |   |  |       |       |       |       |       |  |
|  |                  |                  |                  |                  |                  |   | 7  | Emmen       | 1           | 0           | 1           |             |   |  |       |       |       |       |       |  |
|  |                  |                  | 8                | NAC Breda        | 1                | 3 | 4  |             |             |             |             |             |   |  |       |       |       |       |       |  |
|  | 3                | Roda JC          | 8                | NAC Breda        | 1                | 3 | 4  | 1           | 0           | 1           |             |             |   |  |       |       |       |       |       |  |
|  | 3                | Roda JC          |                  |                  |                  |   |    |             |             | 1           |             |             |   |  |       |       |       |       |       |  |
|  | 8                | NAC Breda        | 3                | 5                | 8                |   |    |             |             |             |             |             |   |  |       |       |       |       |       |  |
|  | 8                | NAC Breda        | 3                | 5                | 8                |   |    |             |             |             |             |             |   |  |       |       |       |       |       |  |
|  |                  |                  |                  |                  |                  |   |    |             |             |             |             |             |   |  |       |       |       |       |       |  |

## Datos y estadísticas

### Récords
- Primer gol de la temporada: Anotado por Robert Mühren, para el Volendam contra el Vitesse (11 de agosto de 2023)
- Último gol de la temporada: Anotado por Steven Berghuis, para el Ajax contra el Vitesse (19 de mayo de 2024)
- Gol más rápido: Anotado a los 4 minutos por Santiago Giménez en el Feyenoord 6 - 1 Almere City F. C. (27 de agosto de 2023)
- Gol más cercano al final del encuentro: Anotado a los 90+10 minutos en el NEC Nijmegen 3 – 4 Excelsior (13 de agosto de 2023)
- Mayor número de goles marcados en un partido: 8 goles, en el S. C. Heerenveen 0 - 8 P. S. V. Eindhoven (25 de abril de 2024)
- Mayor victoria local: con una diferencia de 5 goles, Feyenoord 6 - 1 Almere City F. C. (27 de agosto de 2023) y en el Feyenoord 6 - 1 S. C. Heerenveen (16 de septiembre de 2023)
- Mayor victoria visitante: con una diferencia de 8 goles, S. C. Heerenveen 0 - 8 P. S. V. Eindhoven (25 de abril de 2024).

### Máximos goleadores
Actualizado al último partido disputado el 19 de mayo de 2024.
| Pos. | Jugador               | Equipo             | Goles | Part. | Prom. |
| ---- | --------------------- | ------------------ | ----- | ----- | ----- |
| 1    | Vangelis Pavlidis     | AZ Alkmaar         | 29    | 34    | 0.85  |
| 2    | Luuk de Jong          | PSV Eindhoven      | 29    | 34    | 0.85  |
| 3    | Santiago Giménez      | Feyenoord          | 23    | 30    | 0.77  |
| 4    | Brian Brobbey         | Ajax de Ámsterdam  | 18    | 30    | 0.6   |
| 5    | Sem Steijn            | F. C. Twente       | 17    | 34    | 0.5   |
| 6    | Ricky van Wolfswinkel | F. C. Twente       | 16    | 32    | 0.5   |
| 7    | Lennart Thy           | PEC Zwolle         | 13    | 32    | 0.41  |
| 8    | Steven Bergwijn       | Ajax de Ámsterdam  | 12    | 24    | 0.5   |
| 9    | Tobias Lauritsen      | Sparta de Róterdam | 12    | 31    | 0.39  |
| 10   | Kaj Sierhuis          | Fortuna Sittard    | 12    | 31    | 0.39  |

### Máximos asistentes
Actualizado al último partido disputado el 19 de mayo de 2024.
| Pos. | Jugador          | Equipo             | Asist. | Part. | Prom. |
| ---- | ---------------- | ------------------ | ------ | ----- | ----- |
| 1    | Joey Veerman     | PSV Eindhoven      | 16     | 29    | 0.55  |
| 2    | Luuk de Jong     | PSV Eindhoven      | 14     | 34    | 0.41  |
| 3    | Calvin Stengs    | Feyenoord          | 12     | 29    | 0.41  |
| 4    | Malik Tillman    | PSV Eindhoven      | 10     | 28    | 0.36  |
| 5    | Daan Rots        | F. C. Twente       | 10     | 33    | 0.3   |
| 6    | Jordan Teze      | PSV Eindhoven      | 9      | 30    | 0.3   |
| 7    | Peer Koopmeiners | Almere City        | 9      | 31    | 0.29  |
| 8    | Tobias Lauritsen | Sparta de Róterdam | 9      | 31    | 0.29  |
| 9    | Quinten Timber   | Feyenoord          | 9      | 33    | 0.27  |

### Autogoles
| Fecha     | Jugador     | Minuto      | Local  | Resultado | Visitante       | Jornada   |
| --------- | ----------- | ----------- | ------ | --------- | --------------- | --------- |
| 12/8/2023 | Sam Kersten | 13' , 0 - 1 | Zwolle | 1 – 2     | Sparta Róterdam | Jornada 1 |

| Datos actualizados a 14 de agosto de 2023 |

### Hat-tricks o pókers
Aquí se encuentra la lista de hat-tricks y póker de goles (en general, tres o más goles marcados por un jugador en un mismo encuentro) conseguidos en la temporada.
| Fecha         | Jugador           | Goles       | Local           | Resultado | Visitante       | Jornada    |
| ------------- | ----------------- | ----------- | --------------- | --------- | --------------- | ---------- |
| 24–27/09/2023 | Santiago Giménez  | 9' 18' 59'  | Ajax            | 0 – 4     | Feyenoord       | Jornada 6  |
| 21/10/2023    | Vangelis Pavlidis | 11' 59' 76' | AZ              | 3 – 0     | Heerenveen      | Jornada 9  |
| 29/10/2023    | Hirving Lozano    | 20' 60' 72' | PSV             | 5 – 2     | Ajax            | Jornada 9  |
| 25/11/2023    | Santiago Giménez  | 6' 61' 82'  | Excelsior       | 2 – 4     | Feyenoord       | Jornada 13 |
| 26/11/2023    | Mohamed Sankoh    | 4' 64' 87'  | Almere City     | 0 – 5     | Heracles Almelo | Jornada 13 |
| 02/12/2023    | Ferdy Druijf      | 62' 67' 87' | Volendam        | 0 – 5     | Zwolle          | Jornada 14 |
| 13/01/2024    | Luuk de Jong      | 13' 17' 69' | PSV             | 3 – 1     | Excelsior       | Jornada 17 |
| 04/02/2024    | Taylor Booth      | 38' 57' 84' | FC Utrecht      | 4 – 2     | FC Volendam     | Jornada 20 |
| 24/02/2024    | Luuk de Jong      | 32' 51' 71' | Zwolle          | 1 – 7     | PSV             | Jornada 23 |
| 03/03/2024    | Kaj Sierhuis      | 15' 29' 34' | Fortuna Sittard | 5 – 2     | Excelsior       | Jornada 24 |

## Premios

### Premios mensuales
| Mes        | Jugador           | Equipo            | Ref.   |
| ---------- | ----------------- | ----------------- | ------ |
| Agosto     | Vangelis Pavlidis | AZ Alkmaar        | [ 38 ] |
| Septiembre | Santiago Giménez  | Feyenoord         | [ 39 ] |
| Octubre    | Vangelis Pavlidis | AZ Alkmaar        | [ 40 ] |
| Noviembre  | Joey Veerman      | PSV Eindhoven     | [ 41 ] |
| Diciembre  | Brian Brobbey     | Ajax de Ámsterdam | [ 42 ] |
| Enero      | Brian Brobbey     | Ajax de Ámsterdam | [ 43 ] |
| Febrero    | Luuk de Jong      | PSV Eindhoven     | [ 44 ] |
| Marzo      | Kaj Sierhuis      | Fortuna Sittard   | [ 45 ] |
| Abril      | Sam Lammers       | FC Utrecht        | [ 46 ] |

## Fichajes

### Fichajes más caros del mercado de verano
| Jugador            | Club de destino | Club de origen            | Precio (€) | Ref.   |
| ------------------ | --------------- | ------------------------- | ---------- | ------ |
| Josip Šutalo       | A. F. C. Ajax   | G. N. K. Dinamo Zagreb    | 20.500.000 | [ 47 ] |
| Georges Mikautadze | A. F. C. Ajax   | F. C. Metz                | 16.000.000 | [ 48 ] |
| Hirving Lozano     | PSV             | S. S. C. Napoli           | 15.000.000 | [ 49 ] |
| Carlos Forbs       | A. F. C. Ajax   | Manchester City F. C. U21 | 14.000.000 | [ 50 ] |
| Noa Lang           | PSV             | Club Brujas               | 12.500.000 | [ 51 ] |
| Gastón Ávila       | A. F. C. Ajax   | Royal Antwerp F. C.       | 12.500.000 | [ 52 ] |
| Chuba Akpom        | A. F. C. Ajax   | Middlesbrough F.C.        | 12.300.000 | [ 53 ] |
| Jerdy Schouten     | PSV             | Bologna F. C.             | 12.000.000 | [ 54 ] |
| Ricardo Pepi       | PSV             | F. C. Augsburgo           | 11.000.000 | [ 55 ] |
| Ayase Ueda         | Feyenoord       | Cercle Brugge             | 9.000.000  | [ 56 ] |

| Datos actualizados a 6 de septiembre de 2023. Fuentes: |

### Fichajes más caros del mercado de invierno
| Jugador | Club de destino | Club de origen | Precio (€) |
| ------- | --------------- | -------------- | ---------- |

| Datos actualizados a 28 de febrero de 2023. Fuentes: |